# Mats Jönsson (musiker)
Mats Bertil Jönsson, född 21 maj 1959 i Kortedala församling i Göteborg, är en svensk rocksångare och låtskrivare från Göteborg. Han är mest känd som sångare i Göteborgsbandet Attentat.

## Karriär
Sommaren 1978 bildade han tillsammans med kompisen Magnus Rydman och Martin Fabian bandet the Frogs, som senare blev Attentat. I starten var Jönsson inte bara sångare utan också gruppens basist, men i början på 1979 togs den rollen över av Martin Fabian och senare av Cristian Odin. Det gjorde att Jönsson med tiden kunde utveckla en alltmer entusiastisk och driven roll som publikdomptör.  
Jönsson är den som i huvudsak skriver bandets texter, en roll han haft sedan starten. Han har alltid varit drivande i bandets utveckling och stil och har kontinuerligt deltagit i låtskrivandet. I mitten på 80-talet startade Jönsson glamrockbandet Killers och när Attentat slutade 1986 poppunkbandet Alias Smith & Jones. Jönsson engagerade sig även utanför själva musicerandet som aktiv i musikföreningen Garageligan och under andra halvan av 80-talet var han konsertarrangör, bandbokare och skivbolagsman för Nonstop Records  och senare Bengans Skivbutik i Göteborg. Han har också legat bakom diverse punkgalor under 2000-talet som ”Svensk punk 25 år” 2003 och 2004 och Adventsröjet under 2010-talet. 

### Gais och supporterkultur
Jönsson är också en debattör och profil i fotbollens supportervärld. Från att för sitt favoritlag Gais på 1980-talet ha varit med om att skapa ett av Sveriges första fotbollsfanzines, blev han redaktör för lagets matchprogram och senare dess klubb- och supportertidning under 1980- och 1990-talet. I slutet av 1980-talet var Jönsson en av de drivande i aktionsgruppen ”Bevara ståplats på Nya Ullevi” tillsammans med supportrar i övriga Göteborgsklubbar. Jönsson var en av redaktörerna för Gais jubileumsbok (100 år) Makrillar, kval & gröna raketer 1994.
Jönssons engagemang i Gais gjorde att han blev ombedd att ta fram en måljingel och en inmarschlåt till säsongen 1992. Detta ledde senare till att Jönsson tog initiativ till CD-skivorna ”Gårdakvarnen mal igen” (1997) och ”Gais rocks da house” (2000), där Attentat spelade en bärande roll, och ”Good old Gais” (2001). Traditionen med måljingeln och inmarschen har fortsatt till långt in på 2010-talet.
Under en period från slutet av 90-talet och fram till och med 2010 var Jönsson engagerad som ungdomsledare i fotbollslaget Azalea i stadsdelen Majorna i Göteborg.

### Fotnoter
1. ↑  Kagerland, Peter (2012). Ny våg:: svensk punk, new wave, synth 1977-1982 (1). sid. 104-105
2. ↑  Tore Lund (1984-09-22). ”Konsert som rensar själen”. GT. Arkiverad från originalet den 5 november 2016. https://web.archive.org/web/20161105225244/http://www.attentat.nu/pdf/gt840922_rensarsjalen.pdf. Läst 5 november 2016.
3. ↑  Bert Gren. 1985-09-11. red. ”Nonstop på väg i nya spår”. GP. Arkiverad från originalet den 5 november 2016. https://web.archive.org/web/20161105230753/http://www.attentat.nu/pdf/gp850911_nonstop.pdf. Läst 5 november 2016.
4. ↑  ”Punkpionjärer på gala inför storpublik”. http://sverigesradio.se/sida/artikel.aspx?programid=83&artikel=301165. Läst 5 november 2016.
5. 1 2 3  Thorbjörn Jonsson (2003). ”Hata med glatt humör”. GP. Arkiverad från originalet den 5 november 2016. https://web.archive.org/web/20161105230300/http://www.attentat.nu/pdf/gp011002_hataglatt.pdf. Läst 5 november 2016.
6. 1 2 3 4  Lindberg, Persson, Ek (2012). Vilka har Sveriges bästa hejarklack. sid. 81,90
7. ↑  Andersson, Torbjörn (2011). Spela fotboll bonnjävlar. sid. 231
8. ↑  Jönsson/Lindberg m fl, red (1994). Makrillar, kval & gröna raketer. sid. 4
9. ↑  Kai Martin (2000-03-23). ”Gaisramsorna blir rockplatta”. GT. Arkiverad från originalet den 5 november 2016. https://web.archive.org/web/20161105225743/http://www.attentat.nu/pdf/gt000323_ramsorblirrock.pdf. Läst 5 november 2016.